# Канкан (фильм)
Канкан (англ. Can-Can) – американский музыкальный фильм 1960 года, снятый компанией «Suffolk-Cummings productions» и распространенный компанией 20th Century Fox.
Режиссер Уолтер Лэнг, продюсеры Джек Каммингс и Сол Чаплин, по сценарию Дороти Кингсли и Чарльза Ледерера, который был написан по мотивам музыкальной пьесы Эйба Берроуза с музыкой и стихами Коула Портера. В фильме присутствуют также песни из более ранних мюзиклов Портера.
Художественное оформление – Джек Мартин Смит и Лайл Р. Уиллер, художником по костюмам выступила Ирен Шарафф, постановщиком танцев – Гермес Пэн. Фильм был снят на студии «Тодд-АО».
Несмотря на хорошие кассовые результаты при первоначальном выпуске, лента не смогла окупить затраты на производство за счет внутреннего проката. 
В фильме снимались Фрэнк Синатра, Ширли Маклейн, Морис Шевалье, Луи Журден и Джульетта Проуз (дебют в художественном кино). Синатра, которому заплатили 200,000 долларов вместе с процентом от прибыли фильма, снялся в фильме в соответствии с договорными обязательствами, которые певец имел перед компанией 20th Century Fox после того, как он ушел со съемочной площадки фильма "Карусель" в 1955 году.

## Сюжет
В Монмартр районе Парижа, танец, известный как канкан, считается чем-то непристойным и проводится по ночам в Bal du Paradis, кабаре, где Симона Писташ (Ширли Маклейн) является владельцем и танцором. Ночью, когда ее адвокат и любовник Франсуа Дурна (Фрэнк Синатра) приводит в кафе своего хорошего друга, главного судью Поля Баррьера (Морис Шевалье), случается рейд полиции и Клодин (Джульет Проуз) и другие танцоры помещаются под арест и предстают перед судом.
Поль хочет, чтобы обвинения были сняты, но его младший коллега Филипп Форрестье (Луи Журдан) считает, что законы против публичной непристойности должны соблюдаться. Посещая кафе и притворяясь кем-то другим, чтобы получить доказательства, Филипп знакомится с Симоной и проявляет к ней романтический интерес, но Клодин предупреждает ее, что он на самом деле судья.
Несмотря на его влечение к ней, Филипп продолжает снова совершать рейды на кафе, и в итоге Симону арестовывают. Франсуа пытается шантажировать Филиппа компрометирующей фотографией, чтобы заставить его отказаться от обвинений. Однако Филипп уже решил прекратить дело. Затем он шокирует Симону, предлагая ей жениться. Когда Франсуа приходит к ней в гости, она предупреждает его, что примет предложение, если он сам не женится на ней, но он отказывается от идеи когда-либо жениться. Тем временем Поль пытается отговорить Филиппа от брака, полагая, что такое соглашение положит конец его карьере. Филипп игнорирует его совет. Сговорившись саботировать помолвку, Пол устраивает вечеринку для пары на борту речного судна, во время которой Франсуа напоит Симону и побуждает ее совершить похабный танец перед гостями из высшего общества. Униженная, Симона спрыгивает с лодки и отказывается снова видеть Филиппа, написав ему, что она не может с чистой совестью стать его невестой.
Симона получает ссуду от Франсуа, чтобы устроить бал, настаивая на том, чтобы он принял документ на кафе в качестве залога. В ночь бала Симона отомстила, организовав рейд полиции в кафе и на этот раз арестован Франсуа, законный владелец. На последующем суде Симону вызывают для дачи показаний, но она не решается давать показания против Франсуа. Поскольку дело будет прекращено из-за отсутствия доказательств, президент местной моральной лиги требует, чтобы были приняты меры против непристойного выступления. Пол предлагает суду посмотреть танец своими глазами, чтобы определить, действительно ли он неприличен. Канкан исполняется  и все присутствующие согласны с тем, что это ни в коем случае не является непристойностью. Когда полиция все же сопровождает Симону в тюремный фургон, она поражается, обнаружив внутри Франсуа, и еще больше удивляется, когда он наконец делает предложение.

## Музыкальный рейтинг
В фильме есть то, что критики считают одними из самых ярких песен Коула Портера, в том числе «I Love Paris», «It's All Right With Me» и «C'est Magnifique». Однако во время премьеры шоу в 1953 году многие критики жаловались, что Портер теперь выпускает материал намного ниже его обычных стандартов. Некоторые песни из оригинального бродвейского мюзикла были заменены другими, более известными песнями Портера, включая «Let's Do It», «Just One of The Things» и «You Do Something to Me». «I Love Paris» поется хором во вступительных титрах, а не в реальной истории Маклейна. Версия Синатры и Шевалье, однако, была включена в альбом саундтреков к фильму.
Синатра и Шевалье сняли песню «I Love Paris», но она была вырезана в превью, когда студия поняла, что это замедляет фильм. Фото этого эпизода можно найти в статье журнала New York Times от 21 февраля 1960 года. Действие песни происходит вскоре после открытия второго акта в сцене, где Шевалье навещает Синатру в ночном клубе.

## Переработка сюжета
Сюжет мюзикла также был переработан. В сценической версии главным героем был судья. В фильме возлюбленный (Синатра) владелицы ночного клуба (Ширли МакЛейн) играет главную роль, а судья (Луи Журден) составляет вторую половину любовного треугольника, которого нет в пьесе. Персонаж Поля Баррьера, который не поет на разогреве на сцене, раскрутился и получил две песни для Мориса Шевалье .

## Международная полемика
Во время съемок советский премьер Никита Хрущёв, как известно, посетил студию 20th Century Fox  и якобы был шокирован происходящим. Он воспользовался возможностью использовать свой визит в пропагандистских целях и охарактеризовал танец и, соответственно, американскую культуру, как «развратный» и «порнографический».

## Роли
- Фрэнк Синатра в роли Франсуа Дурна, скромного юриста
- Ширли Маклейн в роли Симоны Писташ, владелицы ночного клуба
- Морис Шевалье — Поль Баррьер, старший судья
- Луи Журдан в роли Филиппа Форрестьера, младшего судьи
- Джульетта Проуз — Клодин, танцовщица канкан
- Леон Беласко — Артуро, руководитель оркестра

## Прием
Хотя фильм понравился многим критикам, мнение критиков не было единогласным.
Этот фильм был назван журналом Variety самым кассовым фильмом 1960 года (после Бен-Гура 1959 года) с предполагаемой арендной платой в 10 миллионов долларов  исходя из оценки в 3 миллиона долларов с 70-миллиметровых показов до декабря 1960 года и 7 миллионов долларов с будущих 35-миллиметровых показов. Ожидаемая будущая арендная плата не была достигнута, и в следующем году арендная плата была снижена до 4,2 миллиона долларов.

## Награды и номинации
Награды Академии, 1961 год:
- Номинация - Лучший художник по костюмам
- Номинация - Лучший саундтрек к оригинальной музыке

Награды "Золотой глобус" за 1961 год:
- Номинация - лучший музыкальный фильм

Грэмми, 1961 год:
- Победитель - лучший саундтрек к фильму

## использованная литература
Примечания
1. ↑  http://www.nordicposters.com/movieposter/Can-Can
2. 1 2  http://www.imdb.com/title/tt0053690/
3. ↑  http://www.cinematographers.nl/GreatDoPh/daniels.htm
4. ↑  http://frenchfilmsite.com/movie_review/Can_Can_1960.html
5. ↑  Time Staff (September 21 1959).
6. ↑  Linnell, Greg. "'Applauding the Good and Condemning the Bad': The Christian Herald and Varieties of Protestant Response to Hollywood in the 1950s" Journal of Religion and Popular Culture Vol. 12: Spring 2006. Дата обращения: 18 августа 2017. Архивировано из оригинала 18 октября 2012 года.
7. 1 2  Arneel, Gene (11 января 1961). Boxoffice Performance Contrasts With Printed Critics' Opinion; Only Public Likes Jerry Lewis. Variety. p. 5. Дата обращения: 27 апреля 2019.
8. ↑  Rental Potentials of 1960. Variety. 4 января 1961. p. 47. Дата обращения: 27 апреля 2019.